# Niilo Sevänen
Niilo Sevänen (Turku, 19 agosto 1979) è un musicista finlandese.
È meglio conosciuto come l'attuale cantante/bassista della band melodic death metal, Insomnium.

## Biografia
Sevänen è cresciuto sulla costa della Finlandia nella città di Turku, prima di trasferirsi a Joensuu dove è cresciuto. Nel 1994, ha iniziato a studiare il basso e ha formato la sua prima band: un gruppo punk rock chiamato Paise. L'anno seguente, la band cambiò nome in Stonecrow e iniziò a cambiare il suo stile musicale. Sevänen lasciò la band due anni dopo a causa di differenze musicali. Tuttavia, poco dopo la sua partenza, ha collaborato con musicisti i cui interessi si sono allineati con Sevänen e hanno formato la band melodic death metal Insomnium.

## Influenze musicali
Sevänen è cresciuto ascoltando per lo più gruppi hard rock, grunge e heavy metal, tra cui Queen, Kiss e Aerosmith, per poi spostarsi a sonorità più pesanti dopo aver ascoltato il Black Album dei Metallica, che lo portò ad appassionarsi anche a band come Sepultura, Paradise Lost, In Flames, Dark Tranquillity e altri.

## Fuori dagli Insomnium
Sevänen è, al di fuori di Insomnium, il direttore della cultura di Kotka, in Finlandia. Tra gli eventi che organizza c'è il Kotka Maritime Festival. Si è anche laureato in storia della cultura e della letteratura.  Si ipotizza che abbia cantato per l'album Pantheon Of The Nightside Gods dei Belzebubs, band fittizia black metal nata dal fumetto "Belzebubs" di JP Ahonen. Ciò non è ancora stato confermato dall'autore, sembra però essere in trattativa per spettacoli "live" della band, simili a quelli di Gorillaz e Dethklok.